# Senegal ai XVI Giochi olimpici invernali
Il Senegal partecipò ai XVI Giochi olimpici invernali, svoltisi ad Albertville, Francia, dall'8 al 23 febbraio 1992, con una delegazione di 2 atleti impegnati in una disciplina.